# HAHK Mladost
Der HAHK Mladost ist ein Hockeyverein aus der kroatischen Hauptstadt Zagreb. Er ist Teil des Hrvatski akademski športski klubovi Mladost Sveučilišta u Zagrebu (deutsch:Kroatischer Akademischer Sportverein Mladost der Universität Zagreb) oder kurz HAŠK Mladost, ein Verein mit Schwerpunkt auf Hochschulsport. Der Club wurde 1903 unter dem Namen HAŠK gegründet. Das Herrenteam ist eins der erfolgreichsten Kroatiens und vertritt das Land regelmäßig auf den europäischen Wettbewerben. Die Hockeyplätze von dem in roten Trikots und weißen Hosen spielenden Mladost befindet sich im Südwesten von Zagreb am Nordufer der Save im Komplex mit anderen Sportanlagen des Gesamtvereins. Dort stehen ein Kunstrasenplatz und ein Naturrasenplatz zur Verfügung.

## Erfolge
- EuroHockey Cup Winners Challenge: 2003
- Euro Hockey Challenge II: 2013
- Kroatischer Feldhockeymeister der Herren: 1996, 2003, 2005, 2006, 2007, 2008, 2009, 2010, 2011, 2012
- Kroatischer Feldhockeypokal der Herren: 2000, 2002, 2007, 2010
- Kroatischer Hallenhockeymeister der Herren: 2005, 2006, 2008
- Kroatischer Hallenhockeypokal der Herren: 1994, 2002, 2003, 2005, 2007

| Europapokalbilanz Herren Feld |                          |        |       |           |
| Jahr                          | Wettbewerb               | Niveau | Platz | Ort       |
| 1993                          | Cup Winners Trophy       | 2      | 6     | Zagreb    |
| 1995                          | Cup Winners Challenge    | 3      | 3     | Zagreb    |
| 1996                          | Cup Winners Challenge    | 3      | 4     | Wettingen |
| 1997                          | Club Champions Challenge | 3      | 3     | Stockholm |
| 2001                          | Cup Winners Trophy       | 2      | 7     | Wien      |
| 2003                          | Cup Winners Challenge    | 3      | 1     | Zagreb    |
| 2004                          | Club Champions Challenge | 3      | 3     | Brest     |
| 2005                          | Cup Winners Trophy       | 2      | 7     | Wien      |
| 2006                          | Club Champions Challenge | 3      | 3     | Zagreb    |
| 2007                          | Club Champions Challenge | 3      | 3     | Rom       |
| 2008                          | Club Challenge           | 3      | 3     | Mailand   |
| 2009                          | Club Trophy              | 2      | 7     | Dublin    |
| 2010                          | Club Challenge           | 3      | 3     | Wien      |
| 2011                          | Club Challenge           | 3      | 3     | Lousada   |
| 2012                          | Club Challenge           | 3      | 7     | Zagreb    |
| 2013                          | Club Challenge II        | 4      | 1     | Athen     |
| 2014                          | Club Challenge           | 3      | 5     | Rakovnik  |
| 2015                          | Club Challenge           | 3      | 3     | Wettingen |
| 2016                          | Club Challenge           | 3      | 7     | Wien      |

## Weblink
- https://www.hahk-mladost.hr/hr/